# IC 5173
IC 5173 — галактика типу SBc () у сузір'ї Індіанець.
Цей об'єкт міститься в оригінальній редакції індексного каталогу. Об'єкт був відкритий 21 серпня 1900 року астрономом Делайлом Стюартом.